# فلاديمير كوتلياكوف
فلاديمير ميخائيلوفيتش كوتلياكوف (بالروسية: Котляков, Владимир Михайлович)‏ (من مواليد 6 نوفمبر 1931 ، قرية كراسنايا بوليانا ، محافظة موسكو) عالم جغرافي وجليد جيولوجي سوفييتي وروسي ، وأكاديمي في أكاديمية العلوم الروسية . المدير العلمي لمعهد الجغرافيا التابع لأكاديمية العلوم الروسية بين عامي (1985-2015)، الرئيس الفخري للجمعية الجغرافية الروسية ، نائب رئيس الاتحاد الجغرافي الدولي (1988-1996). رئيس اللجنة الوطنية الروسية للاتحاد الجغرافي الدولي ، عضو الهيئة الحكومية الدولية المعنية بتغير المناخ . أحد مؤسسي وزعيم المدرسة العلمية الحديثة لعلوم الجليد في روسيا. التي تنفي الاحتباس الحراري العالمي.

## وصلات خارجية
- نبذة عن فلاديمير ميخائيلوفيتش كوتلياكوف على الموقع الرسمي الأكاديمية الروسية للعلوم